# Syndactyla subalaris
A Syndactyla subalaris a madarak (Aves) osztályának verébalakúak (Passeriformes) rendjébe és a fazekasmadár-félék (Furnariidae) családjába tartozó faj.

## Rendszerezése
A fajt Philip Lutley Sclater angol ornitológus írta le 1859-ben, az Anabates nembe Anabates subalaris néven.

## Alfajai
- Syndactyla subalaris colligata Zimmer, 1935
- Syndactyla subalaris lineata (Lawrence, 1865)
- Syndactyla subalaris mentalis (Taczanowski & Berlepsch, 1885)
- Syndactyla subalaris olivacea Phelps & W. H. Phelps Jr, 1956
- Syndactyla subalaris ruficrissa (Carriker, 1930)
- Syndactyla subalaris striolata (Todd, 1913)
- Syndactyla subalaris subalaris (P. L. Sclater, 1859)
- Syndactyla subalaris tacarcunae (Chapman, 1923)[2]

## Előfordulása
Közép-Amerikában, Costa Rica és Panama területén, valamint Dél-Amerikában az Andok-hegységben, Ecuador, Kolumbia, Peru és Venezuela területén honos. 
Természetes élőhelyei a szubtrópusi vagy trópusi síkvidéki és hegyi esőerdők, valamint vizes élőhelyek.

## Megjelenése
Testhossza 17–19 centiméter, testtömege 26–40 gramm.

## Életmódja
Ízeltlábúakkal táplálkozik, de fogyaszt kisebb gerinceseket is.

## Természetvédelmi helyzete
Az elterjedési területe rendkívül nagy, egyedszáma pedig stabil. A Természetvédelmi Világszövetség Vörös listáján nem veszélyeztetett fajként szerepel.